# فهرست سازمان‌های فضایی
سازمان‌های فضایی یا آژانس‌های فضایی به مجموعه‌هایی عظیم گفته می‌شود که طراحی و مدیریت پروژه‌های فضایی و فضانوردی را بر عهده دارند. تاریخچه سازمان‌های فضایی به آغاز عصر فضا و در حدود ۵۰ سال پیش بازمی‌گردد. سازمان‌های فضایی غالباً دارای بودجه‌هایی کلان بوده و ماموریت‌هایی از قبیل پرتاب ماهواره‌ها، مریخ‌نوردی، اعزام فضانوردان، انجام آزمایش‌های فیزیکی خارج از جو، اکتشافات بیرون از منظومه شمسی و غیره را انجام می‌دهند.

## فهرست
- ناسا
- سازمان فضایی آلمان
- سازمان فضایی اروپا
- سازمان فضایی ایران
- سازمان فضایی امارات متحده عربی
- سازمان فضایی ترکیه
- آژانس کاوش‌های هوافضای ژاپن
- مرکز ملی مطالعات فضایی
- سازمان فضایی اسرائیل
- سازمان فضایی برزیل
- سازمان پژوهش‌های فضایی هند
- سازمان ملی فضایی چین
- روسکوسموس
- سازمان فضایی مالزی